# Mjanma na Mistrzostwach Świata w Lekkoatletyce 2017
Mjanma na Mistrzostwach Świata w Lekkoatletyce 2017 – reprezentacja Mjanmy podczas Mistrzostw Świata w Londynie liczyła 1 zawodnika, który nie zdobył medalu.

## Skład reprezentacji
| Zawodnik        | Konkurencja        | Eliminacje | Eliminacje | Półfinał | Półfinał | Finał    | Finał   |
| Zawodnik        | Konkurencja        | Rezultat   | Pozycja    | Rezultat | Pozycja  | Rezultat | Pozycja |
| --------------- | ------------------ | ---------- | ---------- | -------- | -------- | -------- | ------- |
| Pyae Sone Maung | Bieg na 800 metrów | 2:13,38    | 44.        | NQ       | NQ       | NQ       | NQ      |